# Ian Proërer
Ian Proërer, né le 8 novembre 1966 à Nantes et résidant à Quimper est un musicien français, principalement connu pour avoir été cofondateur et premier batteur du groupe de rock Red Cardell de 1992 à 2001.
Musicien polyvalent, de 2001 à 2013, il joue dans plusieurs groupes et accompagne des artistes aux univers aussi différents que la power pop, la musique traditionnelle, le rock contestataire ou la chanson française.
Batteur du groupe de Heavy metal Axton Pryte, à ses débuts de 1984 à 1987, il revient à ses premiers amours en 2013 en rejoignant le groupe What a Mess, un cover band qui reprend des standards du hard rock et du rock sudiste des seventies et en parallèle depuis 2014, Night Prowler un autre tribute band qui reprend des titres d'AC/DC, période Bon Scott.

## Biographie

### 1982 - 1992: l'apprentissage

#### Axton Pryte
C'est à 15 ans, en 1982, en entendant John Bonham sur la chanson Stairway to Heaven de Led Zeppelin et après avoir vu Richard Kolinka en concert avec Téléphone, qu'il décide d'apprendre la batterie. Avec ses copains de lycée qui apprennent chacun un instrument de leur côté et influencés par le hard rock d'AC/DC, Kiss et Iron Maiden, ils fondent plusieurs groupes. Sawnbarrel en 1982, Gengis Khan en 1983, et Axton Pryte en 1984. Avec ce dernier il enregistre The Lab
en 1986, un EP 5 titres en autoproduction qui obtient de bonnes critiques dans la presse spécialisée (Enfer Magazine, Metal Attack
). le combo quimpérois donne quelque 80 concerts en Bretagne dont des premières parties de Sortilège, Océan, Killers et Squealer. En 2016 le label grec No Remose records sort une réédition de The Lab agrémentée de cinq bonus tracks.

#### Link
En 1988, il fonde Link, avec ces mêmes amis, Eric Annothe (membre de Soul and Mirror depuis 2015) au chant, Claude Ziegler (membre de Sonerien Du depuis 2012) à la guitare, Bruno Peillet à la basse, rejoints par Jean-Claude Normant (membre de Taÿfa depuis 2014) aux claviers, dorénavant plutôt influencés par le « rock californien » de Toto, Mr. Mister et Rick Springfield ou le rock progressif de Marillion, Saga et Asia.
Décidés à vivre de leur musique, les membres du groupe résident ensemble dans une maison à Pleuven près de Quimper, le sous sol étant aménagé en studio de répétition. Pour travailler la scène et la production des morceaux Ils sont épaulés par Patrick Kiffer (ancien bassiste d'Atoll, Barbara, Michel Delpech et aussi Stivell avec Dan Ar Braz) et répètent chez lui à Langolen, au cœur du pays glazik, sur la scène du Ker Opus, club-concert incontournable à l'époque en Bretagne. Le maître des lieux invite leur manager, Philippe Bargain, un autre ami du lycée déjà au côté des groupes précédents, à s'installer dans les bureaux du Ker Opus, à ses côtés, pour organiser les tournées du groupe. la formation donne principalement des concerts en Bretagne pendant deux années et se sépare après quelques dates en Lorraine

#### Georges L. Jouin
Après la dissolution du groupe, à la fin de l'été 1990, Ian Proërer collabore à différents projets, au sein de Box Office et Walhalla puis en accompagnant Georges L. Jouin sur scène et avec lequel il enregistre l'album Breton Connection qui sort en 1993 sur le label Coop Breizh.

### 1992 - 2001: Red Cardell

#### Parcours

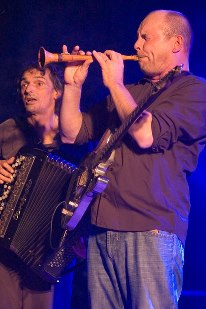
Jean-Michel Moal à l'accordéon et Jean-Pierre Riou au chant, aux guitares et ici à la bombarde

Par l'intermédiaire de l'équipe du Ker Opus il rencontre Jean-Pierre Riou et Jean-Michel Moal, membres de Penfleps, avec lesquels il fonde Red Cardell en juillet 1992. Avec le groupe, pilier de la scène rock bretonne, il donne pas moins de 1 200 concerts à travers l'Europe et enregistre les quatre premiers albums, Rouge, Douleur, 3 et Rock'n roll Comédie. Il participe également au Banquet de cristal l'album des 15 ans ainsi qu'au CD collector qui accompagne le livre sur les 20 ans de la formation. Toutes ces années au sein de Red Cardell lui donnent l'occasion de côtoyer la scène indépendante des années 1990 avec La Mano Negra, Noir Désir, Louise Attaque, Happy Drivers et Les Naufragés ainsi que les groupes bretons qui montent comme Ar Re Yaouank, Matmatah et Merzhin ou des artistes confirmés comme Dan Ar Braz et The Silencers.

#### Critiques musicaux
Dans le numéro de l'été 1996 du mensuel Rock style, Christian Décamps, fondateur et leader du groupe Ange depuis quarante-trois ans, déclare : « Sur la scène, y'a comme qui dirait un Hendrix au soufflet boutonneux, un accordéon qui transpire ses tripes (...) y'a un autre givré qui frappe comme c'est pas permis, comme il a envie (...) et puis y'a celui qui t'pète la gueule avec sa guitare brasero chauffée à blanc, avec ses mots à lui, poésie ébréchée passée au papier d'verre par une voix-centrifugeuse postillonnant l'amour blessé, l'espoir et la douleur. » Et il précise sa pensée, non sans humour, à propos du concert qu'il vient de voir à Belfort : « Red Cardell... Un cyclone qui nous laisse des chalutiers dans nos sapins, histoire de hausser le thon ».
Sur son blog Si ça vous chante, Fred Hidalgo (Paroles et musiques, Chorus) écrit à propos de la musique et des paroles du trio : « Un bonheur de métissage musical… De la chanson française bien comprise… où se rejoignent et s'intègrent des airs d'ici et d'ailleurs, au service de textes significatifs et à l'écriture soignée » et ajoute son sentiment : « Ce qui fait de Red Cardell… l'un des groupes français au long cours les plus originaux et attachants de ces dernières décennies ».
Considérés par certains comme l'un des plus grands groupes que la Bretagne ai donné au rock'n roll, et par d'autres comme l'un des meilleurs groupes européens, Red Cardell en demeure, depuis son apparition sur la scène rock armoricaine, l'un des piliers du rock celtique, doublement enraciné et novateur à l'instar d'Alan Stivell, le précurseur et initiateur de la vague celte des années 1970.

### 2001 - 2013: collaborations

#### Lalanne, Melvil
Après sa décision de quitter Red Cardell en juin 2001, totalisant neuf ans au sein du groupe, il accompagne Jean-Claude Lalanne, chanteur libertaire et contestataire et participe à ses albums Voyage au bout de l'envie en 2002 et Le Bouffon du Roy en 2004. En parallèle et principalement il fonde Melvil, groupe de power pop, avec son ami Jean-Christophe Boccou (Glaz,Nolwenn Korbell, Double Elvis) un certain 11 septembre 2001. Ils sortent X-Presso un EP 5 titres en 2003 et l'album Sonic Arsenal enregistré et mixé par Nicolas Rouvière (Red Cardell, Louise Attaque, La Ruda) en novembre/décembre 2005. Jean-Michel Moal apparaît en invité sur Les grandes familles, un des titres de l'album qui sort en 2006 sur le label Avel Ouest, distribué par Coop Breizh.

#### Mickaël Guerrand
En 2005 il enregistre les parties de batterie de l'album Soleil brun de Mickaël Guerrand (album « coup de cœur 2006 » du grand prix du disque du Télégramme) au studio Impuls, à Herent, en Belgique, aux côtés de Stephan Kraemer (Fishbone, Slade, Gojira) avec lequel il a déjà travaillé pour l'album Douleur de Red Cardell 10 ans plus tôt. La basse est assurée par Stéphane de Vito (Ar Re Yaouank, Road 66) et les voix et guitares par Mickaël Guerrand.

#### Pop Music Maker, The Ditz
Après Melvil il collabore un temps avec les chanteurs réalistes Olivier Trévidy et Serge Cabon, le groupe de fest noz Hipy et les Hard rockers d'Infamous X.
En avril 2010 il intègre Pop Music Maker, groupe rock de Lannion qui change de nom pour The Ditz en janvier 2013. Alors qu'il vient d'enregistrer l'album Delivery, il décide finalement de quitter le groupe fin avril. 

### 2013 - présent: cover bands

#### What a Mess, Night Prowler
En mai 2013, Ian Proërer rejoint ses amis d'Infamous X, le lorientais Xavier Quemet (chant, guitare) et le parisien Igor Joly (basse) pour former un nouveau groupe nommé What a Mess. D'une allure assez proche de ZZ Top (deux des musiciens portent de longues barbes), le groupe basé à Brest reprend sur scène des classiques du hard rock des seventies, de Deep Purple à AC/DC en passant par Lynyrd Skynyrd et Black Sabbath. Le groupe auto-produit un premier album éponyme en 2016. En Parallèle depuis 2014 tous trois forment l'ossature du quintet Nantais Night Prowler, un tribute band en hommage à Bon Scott, avec André Fucciarelli au chant et Frédéric Lombard à la guitare.

## Discographie

### Serge Cabon et Noback Quartet
2006 : Le temps de le dire

### Autres collaborations
Land's End, Paul Conibear, Electric Sound Party, Poolside Lobster, Phil Malko, Axton, Boxty, Little Big Moon, A l'Abordage et le Bagad Kerne…